# Internetski marketing
Internetski marketing ili digitalni marketing, još se i skraćeno naziva i-marketing, web marketing, online marketing, ili eMarketing, je proces izrade ponude, određivanja cijena, distribucije i promocije s ciljem profitabilnog zadovoljenja potreba kupaca isključivo na elektroničkom tržištu
Informatička era najbrže je rastući fenomen kojeg društvo poznaje. Na Googleu se danas mjesečno obavlja više od 100 milijardi pretraga za više of milijardu korisnika. Za doseg od 50 milijuna korisnika, radiju je trebalo 38, televiziji 13, Internetu 4, iPodu 3, a Facebooku samo 2 godine – živimo u eksponencijalnim vremenima.
Praćenje razvoja novih trendova iznimno je zahtjevan posao i jedan od ključnih faktora uspješne online kampanje.
Internetsko oglašavanje ima nekoliko prednosti u odnosu na konvencionalne oblike. Ključna prednost je njegova daleko niža cijena, a potom dolazi mogućnost preciznog ciljanja željenih skupina te lako mjerljiv povrat investicije. Svakodnevno oglašivač može pratiti sve relevantne statistike o posjetiteljima svoje internetske stranice te kupcima pojedinog proizvoda ili usluge. U svakom trenutku poznato je isplati li se pojedina investicija i na vrijeme je moguće prekinuti kampanje koje ne ostvaruju zadovoljavajući povrat.
Internetsku kampanju moguće je pokrenuti u svega nekoliko sati, a rezultati su vidljivi gotovo trenutno. Udio internetskog oglašavanja u svijetu rapidno raste, a u Velikoj Britaniji je primjerice nadmašio TV oglašavanje.

## Strategije internetskog marketinga

### SEO - Optimizacija sadržaja za web tražilice
Optimizacija tražilice (SEO) je umjetnost i znanost povećanja ranga stranica na tražilicama kao što je Google. Budući da je pretraživanje jedan od glavnih načina na koji ljudi pronalaze sadržaj na mreži, povećanje ranga tražilice može dovesti do povećanja posjećenosti web stranice.
Na Googleu i drugim tražilicama stranica s rezultatima često sadrži plaćeno oglašavanje na vrhu stranice, nakon čega slijedi uobičajeni rezultati ili ono što marketinški pretraživači nazivaju "organski rezultati pretraživanja". Promet koji dolazi kroz SEO često se naziva "organskim prometom pretraživanja" kako bi se razlikovao od prometa koji dolazi putem plaćenog pretraživanja. Plaćeno pretraživanje često se naziva marketing tražilice (SEM) ili plaćanje po kliku (PPC).

### Marketing društvenih mreža (SMM)
Marketing društvenih medija je korištenje platformi društvenih medija za povezivanje s publikom kako biste izgradili svoju robnu marku, povećali prodaju i povećali pohađanje web stranice. To uključuje objavljivanje velikog sadržaja na profilima društvenih medija, slušanje i privlačenje pretplatnika, analizu rezultata i pokretanje oglasa društvenih medija.
Glavne platforme društvenih medija (za sada) su Facebook, Instagram, Twitter, LinkedIn, Pinterest, YouTube i Snapchat. Postoji i niz alata za upravljanje društvenim medijima koji pomažu tvrtkama da dobiju najviše iz gore navedenih platformi društvenih medija.

### Marketing sadržajem (content marketing)
Content marketing ili marketing sadržajem je strateški marketinški pristup usmjeren na stvaranje i distribuciju vrijednog, relevantnog i dosljednog sadržaja za privlačenje i zadržavanje dobro definirane publike - i na kraju potaknuti profitabilne aktivnosti kupaca.

### E-mail marketing
Marketing e-pošte snažan je marketinški kanal, oblik izravnog marketinga, kao i digitalni marketing koji koristi e-poštu za promicanje proizvoda ili usluga vašeg poslovanja. To može pomoći vašim klijentima da znaju o vašim najnovijim proizvodima ili ponudama integrirajući ih u svoje napore za automatizaciju marketinga. To također može igrati ključnu ulogu u vašoj marketinškoj strategiji privlačenjem potencijalnih kupaca, povećanjem svijesti o robnoj marki, uspostavljanjem odnosa ili privlačenjem kupaca između kupnje putem različitih vrsta marketinških poruka e-pošte.

### Oglašavanje na tražilicama (PPC)
Plaćanje po kliku (PPC) je model online oglašavanja u kojem oglašavač plaća izdavaču svaki put kada se "klikne" oglasna veza. Alternativno, PPC je poznat kao model cijena po kliku (CPC). Model plaćanja po kliku nudi uglavnom tražilice (kao što je Google) i društvene mreže (kao što je Facebook). Google oglasi, Facebook Oglasi i Twitter oglasi su najpopularnije PPC platforme za oglašavanje.

## Prednosti internetskog marketinga
- sve popularniji oblik marketinga danas
- niži troškovi oglašavanja i promocije u odnosu na tradicionalne medije
- mogućnost preciznog ciljanja željenih skupina
- globalni doseg marketinške kampanje
- stalno oglašavanje (24 sata na dan, 7 dana u tjednu)
- široki spektar korisnika koji su izloženi kampanji
- praćenje učinka i rezultata kampanje u stvarnom vremenu
- mogućnost promjene ili prekida kampanje u bilo kojem trenutku
- brza vidljivost rezultata
- lako mjerljiv povrat investicije
- stalno poboljšanje putem novih trendova
- trenutno najučinkovitiji oblik oglašavanja na svijetu